# Osterreide

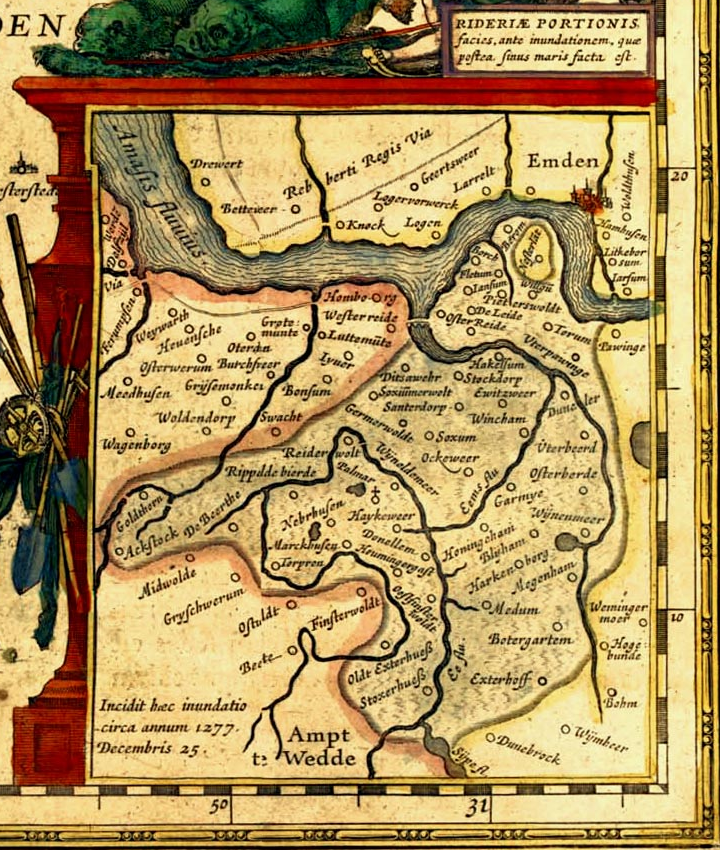
Karte des Rheiderlands um 1277 mit den an den Dollart verlorenen Ortschaften (nach Ubbo Emmius). Osterreide befindet sich an der Mündung des Flusses Reider Ee in die Ems.

Osterreide ist der Name eines ostfriesischen Dorfes, das bei der Entstehung des Dollart um 1509 untergegangen ist. Es wird 1282 als „Asterreyde“ und 1377 als „Astierheyda“ urkundlich erwähnt. Im Ort befand sich ein Augustinerinnenkloster, das 1376 im Zusammenhang mit der Stiftung von Kloster Dykhusen genannt wird. Ein Häuptling Menno, „hovetlingh to Reyd“, kommt 1463 urkundlich vor.